# Олимпијски стадион у Антверпену
Олимпијски стадион у Антверпену (фр. Stade olympique d'Anvers) је фудбалски стадион у Антверпену. Био је то главни стадион на Летњим олимпијским играма 1920. и тада је имао капацитет од 40.000 гледалаца.

## Историја
Стадион је био место отварања и затварања Игара, као и такмичења у атлетици, фудбалу, дизању тегова, хокеју, модерном петобоју, коњичком спорту, рагбију, потезању конопца и гимнастици. Претпоставља се да је Арчибалд Лич учествовао у дизајну стадиона.
Током година, велики спортски објекат је кроз неколико реновирања претворен у фудбалски стадион. Налази се усред стамбеног насеља на југозападу града. Данашњи капацитет је 12.771, а 12.206 гледалаца је дозвољено за међународне утакмице. Последњи велики радови на стадиону обављени су 2001/02., када су простори за стајање на трибинама претворени у седишта. Тиме је капацитет смањен за 2.000 људи.